# آرتور رابینز
آرتور رابینز (انگلیسی: Arthur Robins؛ 1888 – ۱۲ مارس ۱۹۲۴) بازیکن فوتبال اهل پادشاهی متحد بریتانیای کبیر و ایرلند بود.
از باشگاه‌هایی که در آن بازی کرده‌است می‌توان به باشگاه فوتبال لوتون تاون و باشگاه فوتبال شفیلد یونایتد اشاره کرد.